# ФК „Провадия“
Футболен клуб „Провадия“ е създаден през 1946 г. под името „Бенковски“, след обединението на „Левски“ и „Ударник“. 
Футбол в Провадия обаче има по-рано - още от 1920 г. В следващите години в града съществуват футболните отбори „Атлетик“, „Искър“, Тигър“, „Левски“, „България“ и „Ударник“. „Атлетик“ и „България“ дори участват в първенството на Варненска окръжна спортна област (ВОСО).
През 1946 г. в Провадия е създаден Спортен клуб „Бенковски“, след обединението на „Левски“ и „Ударник“. Първи председател е Бойчо Желев. Малко по-късно през същата 1946 г. клубът е преименуван на „Бойчо Желев“. Вследствие на реорганизацията на спорта в страната, през 1949 г. клубът е трансформиран в Доброволна спортна организация (ДСО) „Динамо“, а от следващата 1950 г. – ДСО „Червено знаме“. След поредната реформа в спорта и нова трансформация, от 1957 г. спортната организация приема името Дружество за физическа култура и спорт (ДФС) „Бойчо Желев“. По-късно се преименува на „Овеч“, а от 2009 г. приема името ФК „Провадия“.  
Най-големи успехи: 8-о място в Б професионална футболна група сезон 1993/1994 г. Победи над „Литекс“ (ЛЕКС) 3:0, „Черно море“ (Варна) 1:0 и др.
ИЗВЕСТНИ ФУТБОЛИСТИ ИГРАЛИ ЗА КЛУБА:
Жечо Петков – вратар в проектонационалния отбор.
Ради Радомиров, Мариян Кирчев, Иван Георгиев, Николай Стоев, Пламен Борисов – от школата на клуба, Тодор Марев, Игор Кулиш, Георги Костов
2010 – 2012 Играе в Областната група. Класира се на 4-то и 2-ро място.
2012 – 2015 Три сезона участва в Североизточната В група. Първата година завършваме на 13-о място. Следващият сезон са 10-и, докато в последния завършват на предпоследното 15-о място. По значимите успехи в този период са: победи като гости над „Шумен 2010“ (2:1) и „Шумен 1929“ (2:1), победи над „Силистра“, „Черноморец“ Балчик, „Преслав“ и др.
2015 – 2017 Участник в А Областна група.
Президент на клуба е Златко Петров – (р.1976) година в Провадия. Играл за ФК“Овеч“ в Б професионална група. Предприемач и инвеститор, чийто основен фокус е върху нови дигитални технологии и решения с потенциал за промяна на съществуващи бизнес модели. Завършил е три магистратури – в България (системи за контрол и автоматизация 2000 г.), Швейцария (гъвкави системи за внедряване 2007 г.) и Англия (бизнес администрация 2015 г.).
Старши треньор на отбора на мъжете е Красимир Киров (р.1961). Завършил Спортната академия „В.Левски“ специалност „футбол“. Притежаващ треньорски лиценз В (треньор на професионален отбор в Б група)
Треньор на детско-юношеските отбори е Теодор Тунчев (р.1979) Завършил ВПИ – Шумен. Притежаващ лиценз „треньор по футбол“ и педагогическо образование.
Стадион: Клубът използва за своите срещи градския стадион „Б.Желев“ в Провадия, чиито капацитет е за 1000 зрители. Има и тренировъчен терен, който се използва подготовката на отборите. Трибуните са неремонтирани, съблекалните са ремонтирани, но са стари.
През 2015 година клубът организира честване на 95-годишнината от организирания футбол в Провадия. Гостуваха ветераните на ПФК „Левски“ София.
Представяне в А областна група зона „Варна“:
сезон 2015/16 – 4-то място след Спартак (Варна), Белослав и Ботев (Брестак)
сезон 2016/17 – голяма част от футболистите се прехвърлят към новосъздадения от Антон Димитров и Христо Дянков отбор „Овеч 2016“ и клуба играе в първенството с нов отбор – 4-то място в А1 ОФГ след Белослав, Бозвелийско и Брестак. Крайно класиране:
|                        | ср | +  | = | -  | т  |
| „Ботев“ – Брестак      | 18 | 14 | 3 | 1  | 45 |
| „Белослав“             | 18 | 14 | 2 | 2  | 44 |
| „Бозвелийско“          | 18 | 10 | 5 | 3  | 35 |
| „ПРОВАДИЯ“             | 18 | 8  | 1 | 9  | 25 |
| „Черноморец“ – Чернево | 18 | 5  | 6 | 7  | 21 |
| „Атлетик“ – Провадия   | 18 | 5  | 6 | 7  | 21 |
| „Аксаково“             | 18 | 4  | 6 | 8  | 18 |
| „Тополи“               | 18 | 3  | 5 | 10 | 14 |
| „Девня“                | 18 | 4  | 2 | 12 | 14 |
| „Напредък“ – Суворово  | 18 | 3  | 4 | 11 | 13 |

сезон 2017/18 – клубът участва предимно с юноши – последно 13 място с 3 служебни загуби – най-слабото представяне на отбора
сезон 2018/19 – отбора се обединява с „Овеч 2016“. Класира се на 4-то място, след Девня, Брестак и Белослав и на 5 точки преди Атлетик.
сезон 2019/20 бе прекъснат поради пандемията на КОВИД-19. Отборът беше на 7 място. Към клуба беше сформиран Б отбор, който участва в първенството на БОФГ. Преди прекъсването бе на 4-то място от 7 отбора с 3 победи и 3 загуби.
сезон 2020/21 – първенството бе прекъснато два кръга преди края на есенния сезон. Провадия са втори, на една точка от лидера Суворово. Временно класиране:
| 1  | СУВОРОВО   | 26 | 11 | 8 | 2 | 1 | 36 | 13 |
| 2  | ПРОВАДИЯ   | 25 | 11 | 8 | 1 | 2 | 25 | 15 |
| 3  | ЧЕРНЕВО    | 24 | 11 | 7 | 3 | 1 | 29 | 6  |
| 4  | КАМЧИЕЦ    | 19 | 11 | 6 | 1 | 4 | 20 | 19 |
| 5  | БРЕСТАК    | 18 | 10 | 6 | 0 | 5 | 18 | 16 |
| 6  | БЕЛОСЛАВ   | 17 | 11 | 5 | 2 | 4 | 23 | 9  |
| 7  | БЯЛА       | 16 | 11 | 5 | 1 | 5 | 28 | 19 |
| 8  | АТЛЕТИК    | 15 | 9  | 5 | 0 | 4 | 23 | 17 |
| 9  | АКСАКОВО   | 13 | 11 | 3 | 4 | 4 | 17 | 17 |
| 10 | КАРАМАНИТЕ | 10 | 11 | 3 | 1 | 7 | 7  | 18 |
| 11 | ДЕВНЯ      | 10 | 11 | 3 | 1 | 7 | 11 | 23 |
| 12 | МОРЯК      | 7  | 11 | 2 | 1 | 8 | 12 | 41 |
| 13 | ВИХЪР      | 1  | 10 | 0 | 1 | 9 | 5  | 41 |

Вторият отбор изигра 4 срещи – 1 победа и 3 загуби.
ФК Провадия спечели шампионата за 2020/21 един кръг преди края му. Това стана след като победи Суворово като гост с 1:0.